# Агриппа Сильвий
Агриппа Сильвий (лат. Agrippa Silvius) — мифический царь Альба-Лонги, сын Тиберина Сильвия и отец Ромула Сильвия. Присутствует не во всех царских списках. Происхождение его имени связывали с фигурами Агриппы Менения Ланата и Марка Випсания Агриппы.

## Биография
Согласно преданию, Альба-Лонга была основана Асканием как колония Лавиния. Город был столицей Латинского союза и важным религиозным центром. Альбой-Лонгой правили цари из рода Сильвиев, потомки брата или сына Аскания. Из этой династии, по материнской линии, происходили близнецы Ромул и Рем — основатели Рима. Французский историк XVIII века Луи де Бофор первым высказал мнение об искусственности списка. Эта гипотеза была поддержана последующими учёными и остаётся общепризнанной. Считается, что список служил для заполнения трёхсотлетней лакуны между падением Трои и основанием Рима. Археологические открытия XX века позволяют судить, что список был сформирован Квинтом Фабием Пиктором или кем-то из его предшественников. По мнению антиковеда Александра Грандаззи, первоначальный список был создан в середине IV века до н. э.
Агриппа в римской мифологии был потомком Энея и десятым царём Альба-Лонги. Он наследовал своему отцу Тиберину Сильвию, который утонул в реке Тибр и стал богом. Преемником Агриппы был его сын Ромул Сильвий. Агриппа входит в большинство списков царей Альба-Лонги, приводимых древними авторами. Только Овидий в «Метаморфозах» и Иоанн Зонара его пропускают. Однако в «Фастах» Овидий придерживается общепринятой версии и включает Агриппу в список.
В средневековой хронике «Excerpta Latina Barbari» вместо Агриппы Сильвия был включён царь Франкус Сильвий. Исследователи его обычно ассоциируют с Франком, мифическим прародителем германского народа франков.
Согласно Дионисию Галикарнасскому, он правил в течение 41 года. Антиковед Роланд Ларош считал это число искусственным. Исходя из срока правления его преемника — 19 лет, их общее время правления длилось 60 лет, что составляет ровно два поколения по тридцать лет.
Статуя Агриппы Сильвия была установлена на Форуме Августа вместе со статуями остальных царей Альба-Лонги.

## Этимология имени

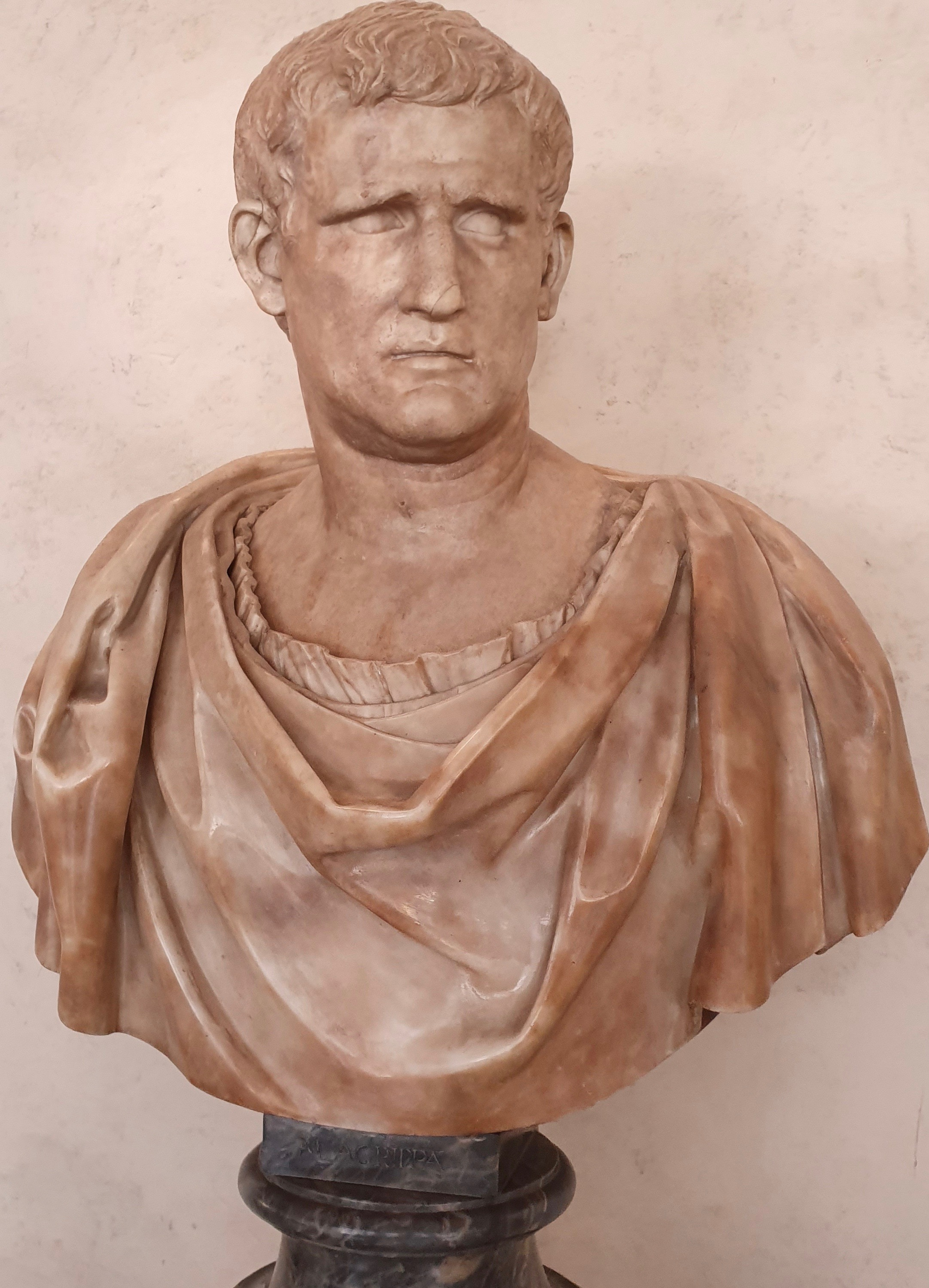
Бюст Марка Випсания Агриппы. I век до н. э.

Исследователь Александр Грандаззи отмечал, что в трудах, где отсутствует Агриппа Сильвий, упоминается Акрота — младший брат царя Ромула Сильвия, неизвестный по другим источникам. Также, Аппиан в «Римской истории» называет царя Агропой. По мнению исследователя, если это имя не обычная ошибка, то оно должно указывать на слияние персонажей. В то же время, Грандази считал, что сами персонажи не являются простой заменой друг друга.
Конрад Тибер выдвигал гипотезу, что имя Агриппа было включено в царский список, чтобы польстить Марку Випсанию Агриппе, сподвижнику Октавиана Августа. Также как имя царя Ромула Сильвия должно было указывать на самого императора. Октавиан рассматривал имя Ромул как один из вариантов своего нового имени.
Грандаззи, развивая данную гипотезу, предложил несколько, возможных датировок, когда Агриппа Сильвий мог быть включён в список альбанских царей. Это произошло или в 25 году до н. э., когда Агриппа женился на Юлии Старшей или в марте 12 года до н. э., когда он умер. Женитьба homo novus Агриппы на представительнице патрицианского рода шокировала общественность, не менее шокирующей стала его смерть. Чтобы поднять авторитет зятя принцепса, придворные историки, возможно Гай Юлий Гигин, «нашли» его альтер эго среди альбанских царей. Ещё одна возможная дата — это 28 год до н. э., когда Агриппа главенствовал на празднествах в отсутствии Октавиана. Но Грандаззи считал последнюю дату крайне сомнительной, так как Агриппа тогда просто исполнял свои консульские обязанности. Исследователь считал, что наиболее вероятно это произошло после смерти Агриппы. Обосновывая свою мысль тем, что Марк Манилий в «Астрономике» называет умерших героев, среди которых упоминается и Агриппа, как потомков Венеры.
Однако, Грандаззи не исключал что Агриппа Сильвий мог появиться в царском списке намного ранее. Он указывал, что царь присутствует в списке, приведённом в «Исторической библиотеке» Диодора Сицилийского, написанной около 30 года до н. э. В таком случае образ царя мог быть связан с фигурой Агриппы Менения Ланата, сыгравшего ключевую роль в примирении патрициев и плебеев во время первой плебейской сецессии. Последовавшее за ней заключение Кассиевого договора, и удлинение Латинских игр на один день могло напомнить о временах альбанских царей. Вскоре после окончания празднеств Агриппа Менений Ланата скончался, и его неожиданная смерть могла дать толчок к началу его мифологизации как альбанского царя.